# Senoculus maronicus
Senoculus maronicus' és una espècie d'aranyes araneomorfes de la família dels senocúlids (Senoculidae). Aquest gènere fou descrit per primera vegada l'any 1872 per L. Taczanowski.
És una espècie endèmica a la Guaiana Francesa.